# Lago Eling
El  lago Eling (en chino simplificado, 鄂陵湖; pinyin, èlíng Hú) o lago Ngoring （en tibetano: མཚོ་སྔོ་རིང་, wylie: mtsho sngo ring）o lago Ngoreng (en tibetano: མཚོ་སྔོ་རེངས, wylie: mtsho sngo rengs) es un lago de agua dulce de China localizado en la cuenca del río Amarillo, que se encuentra en el sureste de la provincia de Qinghai. El nombre del lago significa «Largo Lago Azul» en idioma tibetano.  El lago tiene una superficie de 610,7 km² y drena una amplia cuenca de 18.188 km². Está a una altitud de 4.268 m y tiene una longitud de 32,3 km, con una anchura media de 18,9 km (con máximo de 31,6 km).
Es un humedal de importancia internacional declarado según el Convenio de Ramsar (ver Lista Ramsar de humedales de importancia internacional). Se encuentra al este de otro sitio Ramsar muy cercano, el lago Zaling. Ambos lagos forman parte de la Reserva natural nacional de Sanjiangyuan.

## Sitio Ramsar
En 2004, el lago y humedales adyacentes se declara sitio Ramsar con el número 1436 y una extensión de 659 km2 (34°54′N 97°40′E). Se trata del mayor lago de agua dulce en la cuenca del río Amarillo, seguido por su vecino, el lago Zaling, junto con el cual regula los recursos hídricos de la región. A más de 4200 m, es el hábitat de especies como el halcón sacre y la grulla cuellinegra. Entre los mamíferos figuran el ciervo de hocico blanco y el yak, así como diversas especies de peces endémicos, como Gymnocypris eckloni Herzenstein y Gymnodiptychus ptychocheilus Herzenstein. Las plantas de esta zona subalpina del Himalaya, se usan como hierbas medicinales. El sitio es también uno de los seis sitios de peregrinaje del budismo tibetano. Las amenazas al sitio pasan por el cambio climático y el retroceso de los glaciares.

## Reserva natural nacional de Sanjiangyuan

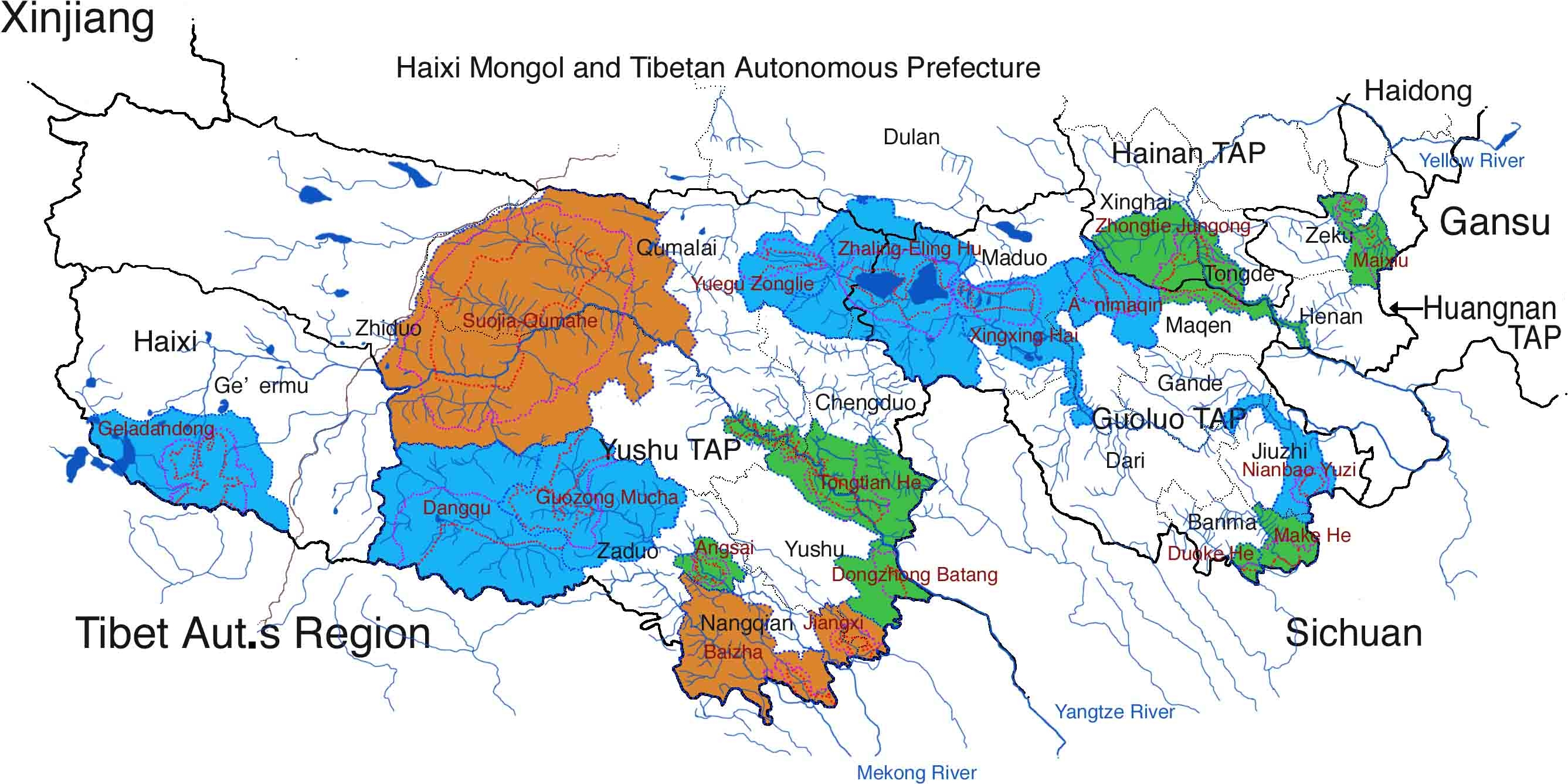
La Reserva natural nacional de Sanjiangyuan o Reserva natural de los Tres Ríos, está formada por 18 aubáreas, entre ellas la que comprende los lagos Eling y Zaling, en color azul en el centro de la imagen.

La Reserva natural nacional de Sanjiangyuan, de 152.300 km2, fue creada en 2000. Incluye la Reserva natural de Longbaotan, de 100 km2, establecida en 1987, principalmente para la protección de la grulla cuellinegra y su hábitat de reproducción. Asimismo, incluye los lagos Ngoring Hu (Eling) y Gyaring Hu (Zaling), ambos sitios Ramsar.
Sanjiangyuan significa 'el origen de tres ríos', a saber, el Yangtsé, el Amarillo y el Mekong. Esto es posible debido a su gran extensión en las faldas del Himalaya, entre la provincia de Sichuan y la región Autónoma del Tíbet. Los hábitats naturales van desde el bosque montano en la parte inferior oriental de la reserva a pastizales alpinos fríos y desierto en la parte alta occidental de la reserva. La Reserva Natural Nacional de Longbaotan incluye montañas y humedales formados por lagos y pantanos, en los que se reproducen la grulla cuellinegra y otras aves migratorias.